# Total War Saga: Thrones of Britannia
Total War Saga: Thrones of Britannia è un videogioco di tipo strategico con elementi di tattica in tempo reale e arcade per Windows, macOS e Linux. È il dodicesimo titolo della serie Total War, ed è ambientato nelle isole britanniche dell'anno 878; include ben dieci fazioni giocabili, tra cui Wessex, Mercia, gli Scoti, i clan gaelici e i vichinghi.

## Fazioni giocabili
- Circenn
- Dyflin
- Angli dell'Est
- Gwined
- Mide
- Mierce
- Northymbre
- Strat Clut
- Sudreyar
- West Seaxe

## Accoglienza
Il gioco ha avuto un'accoglienza positiva, con un 75/100 da Metacritic, ma ha ricevuto varie critiche per come è stato percepito come una campagna a strascichi e un combattimento "rotto" rispetto ai giochi precedenti, oltre che a una carenza di varietà tra le fazioni.
Il gioco ha anche un vinto un premio come "Miglior Strategico" al The Independent Game Developers' Association Awards 2018, ed è stato nominato come "Miglior Gioco Educativo", "Miglior Design Audio", ed "Eredità".